# 芒特普萊森特 (喬治亞州埃文斯縣)
芒特普萊森特（英語：Mount Pleasant）是位於美國喬治亞州埃文斯縣的一個非建制地區。該地的面積和人口皆未知。

## 地理
芒特普萊森特的座標為32°11′03″N 81°51′26″W / 32.18417°N 81.85722°W，而該地的平均海拔高度為50米（即164英尺）。